# Riba-roja de Túria
Riba-roja de Túria település Spanyolországban, Valencia tartományban. Riba-roja de Túria Benaguasil, L’Eliana, Loriguilla, Manises, Paterna, La Pobla de Vallbona, Quart de Poblet, Vilamarxant, Cheste és Chiva községekkel határos. Lakosainak száma 24 230 fő (2024).

## Népesség
A település népessége az utóbbi években az alábbiak szerint változott:
| Lakosok száma | 13 562 | 16 262 | 19 083 | 20 468 | 21 349 | 21 499 | 21 626 | 22 264 | 23 050 | 24 230 |
|               | 2001   | 2004   | 2007   | 2009   | 2012   | 2014   | 2017   | 2019   | 2022   | 2024   |